# Uganda na Letnich Igrzyskach Olimpijskich 1968
Uganda na Letnich Igrzyskach Olimpijskich 1968 – występ kadry sportowców reprezentujących Ugandę na igrzyskach olimpijskich w Meksyku. Reprezentacja liczyła 11 zawodników – sami mężczyźni.
Był to czwarty występ reprezentacji Ugandy na letnich igrzyskach olimpijskich.

## Zdobyte medale
| Medal  | Zawodnik         | Dyscyplina | Konkurencja  | Rezultat                                                                     | Data            |
| ------ | ---------------- | ---------- | ------------ | ---------------------------------------------------------------------------- | --------------- |
| Srebro | Eridadi Mukwanga | Boks       | waga kogucia | W finale przegrał z reprezentantem Polski Arturem Olechem 1-4                | 26 października |
| Brąz   | Leo Rwabwogo     | Boks       | waga musza   | W półfinale przegrał z reprezentantem ZSRR Walerianem Sokołowem w wyniku RSC | 24 października |

## Reprezentanci

### Boks
| Zawodnik         | Konkurencja          | 1/32             | 1/16             | 1/8              | Ćwierćfinał      | Półfinał         | Finał            | Finał   | Źródło |
| Zawodnik         | Konkurencja          | Przeciwnik Wynik | Przeciwnik Wynik | Przeciwnik Wynik | Przeciwnik Wynik | Przeciwnik Wynik | Przeciwnik Wynik | Miejsce | Źródło |
| ---------------- | -------------------- | ---------------- | ---------------- | ---------------- | ---------------- | ---------------- | ---------------- | ------- | ------ |
| Douglas Ogada    | waga papierowa       | —                | Jee Y-j P TKO    | NQ               | NQ               | NQ               | NQ               | 17.     | [ 1 ]  |
| Leo Rwabwogo     | waga musza           | —                | Seo S-y W 5-0    | Vasquez W 3-2    | Badari W 3-2     | Olech P 1-4      | NQ               | 3.      | [ 2 ]  |
| Eridadi Mukwanga | waga kogucia         | BYE              | Suárez W TKO     | Gîju W RSC       | Cervantes W 4-1  | Chang K-c W 4-1  | Sokołow P RSC    | 2.      | [ 3 ]  |
| Mohamed Muruli   | waga lekka           | BYE              | Muñoz W 5-0      | Mendoza W 4-1    | Harris P 0-5     | NQ               | NQ               | 5.      | [ 4 ]  |
| Alex Odhiambo    | waga lekkopółśrednia | BYE              | Pérez W RSC      | Wallington P 0-5 | NQ               | NQ               | NQ               | 9.      | [ 5 ]  |
| Andrew Kajjo     | waga półśrednia      | BYE              | Guilloti P 1-4   | NQ               | NQ               | NQ               | NQ               | 17.     | [ 6 ]  |
| David Jackson    | waga lekkośrednia    | —                | Salzburger W TKO | Larsen W 3-2     | Meier P 0-5      | NQ               | NQ               | 5.      | [ 7 ]  |
| Matthias Ouma    | waga średnia         | —                | BYE              | Kisielow P1-4    | NQ               | NQ               | NQ               | 9.      | [ 8 ]  |

### Lekkoatletyka
| Zawodnik      | Konkurencja      | Eliminacje | Eliminacje | Ćwierćfinał | Ćwierćfinał | Półfinał | Półfinał | Finał     | Finał   | Źródło |
| Zawodnik      | Konkurencja      | Wynik      | Miejsce    | Wynik       | Miejsce     | Wynik    | Miejsce  | Wynik     | Miejsce | Źródło |
| ------------- | ---------------- | ---------- | ---------- | ----------- | ----------- | -------- | -------- | --------- | ------- | ------ |
| Amos Omolo    | bieg na 100 m    | 10,50      | 31. Q      | 10,45       | 28.         | NQ       | NQ       | NQ        | NQ      | [ 9 ]  |
| Amos Omolo    | bieg na 400 m    | 45,85      | 12. Q      | 45,33       | 2. Q        | 45,52    | 7. Q     | 47,61     | 8.      | [ 10 ] |
| William Dralu | bieg na 200 m    | 21,38      | 34.        | NQ          | NQ          | NQ       | NQ       | NQ        | NQ      | [ 11 ] |
| Mustafa Musa  | bieg na 5000 m   | 15:10,24   | 26.        | —           | —           | —        | —        | NQ        | NQ      | [ 12 ] |
| Mustafa Musa  | bieg na 10 000 m | —          | —          | —           | —           | —        | —        | 30:54,2   | 22.     | [ 13 ] |
| Mustafa Musa  | maraton          | —          | —          | —           | —           | —        | —        | 3:04:53,8 | 55.     | [ 14 ] |